# Cryptosylvicola randrianasoloi
Cryptosylvicola randrianasoloi là một loài chim trong họ Bernieridae.